# National War Memorial
National War Memorial är ett monument i Kanada.   Det ligger i provinsen Ontario, i den sydöstra delen av landet, i huvudstaden Ottawa. National War Memorial ligger 77 meter över havet.
Terrängen runt National War Memorial är platt. Runt National War Memorial är det mycket tätbefolkat, med 1 692 invånare per kvadratkilometer.. Närmaste större samhälle är Ottawa, 1,4 km söder om National War Memorial. 
Runt National War Memorial är det i huvudsak tätbebyggt.